# Países eslavos orientais

Mapa da Europa com os países eslavos em verde.

Os Países Eslavos Orientais são países eslavos cujos idiomas majoritários são línguas eslavas da sub-família oriental. Fazem parte deste grupo a Bielorrússia, a Rússia e a Ucrânia. Cazaquistão e Quirguistão não são majoritariamente eslavos, mas têm a língua russa como um de seus idiomas oficiais, além de uma parcela da população etnicamente eslava. Ao menos um país não reconhecido internacionalmente, a Transnístria, possui uma parcela significativa de eslavos entre sua população e tem como idiomas oficiais o russo e o ucraniano.